# Гоман, Владимир Владимирович
Владимир Владимирович Гоман (род. 29 января 1952, Баку, Азербайджанская ССР) — государственный деятель, депутат Государственной Думы РФ I и II созывов (1993—1999).
Умер в 2022 году

## Биография
Сын нефтяника.
Окончил Троицкое авиационно-техническое училище гражданской авиации (1972), Тюменский индустриальный институт (1986) и юридический факультет Тюменского государственного университета по специальности «юрист-правовед» (1995).
Трудовая деятельность:
- 1972—1975 техник-механик Первого объединенного Тюменского авиаотряда.
- 1975—1977 механик в Надымском управлении механизации № 2,
- 1977—1987 механик-дизелист и прораб в тресте «Севергазстрой»,
- 1987—1988 начальник управления производственно-технологической комплектации треста «Арктикгазмеханизация»,
- 1988—1990 секретарь парткома треста «Севергазстрой»
- 1990—1993 глава администрации г. Надым и Надымского района.
- 1993—1999 депутат Государственной Думы РФ, председатель Комитета по проблемам Севера
- январь—май 1999 г. — статс-секретарь — заместитель министра региональной политики РФ
- 16.06.1999 — 18.05.2000 председатель Государственного комитета РФ по делам Севера.
- с 2000 зам. представителя президента в Сибирском ФО.

Награждён медалью «За освоение недр и развитие нефтегазового комплекса Западной Сибири».